# Makhan
Makhan fou una població o oasi situat al sud del riu Jihun (el modern Amudarià). No apareix fins al segle xiv i era el centre de les terres de la tribu turca dels sanjuri.
Ali de Yadz esmenta una plaça anomenada Makhan propera a Merv que podria ser un error per Majan, el gran suburbi occidental de Merv. No obstant Yaqut al-Hamawí esmenta una població de nom Makhan propera a Merv.
Tamerlà, quan anava errant i havia fugit de Coràsmia cap al sud del riu Jihun, fou fet presoner per un destacament de turcomongols Ja'un-i Qurban i quan fou alliberat va obtenir cavalls que li va facilitar Mubarak Shah Sanjari, cap dels sanjari, que dominaven la regio de Makhan, probablement cap al nord o nord-oest de Merv (1363). El 1366 quan Tamerlà va haver d'evacuar Karshi davant les forces del seu rival Amir Husayn, va decidir anar a territori de la tribu sanjuri per deixar allí el material pesat i va abandonar Karshi cap a Makhan, si bé aviat va retornar i va recuperar Karshi per sorpresa. Quan uns mesos després Tamerlà va abandonar Bukharà davant Musa Taychi'ut, es va retirar a Makhan amb Mubarak Shah Sanjari; allí es va reagrupar amb algunes de les seves forces disperses. Quan va decidir tornar, va deixar a la seva família (especialment el fill Jahangir ibn Timur) a Makhan; Mubarak Shah Sanjuri (Sunjari) seria el preceptor de Jahangir. Timur i els seus homes va passar a Taixkent el hivern de 1367-1368, hivern que fou extraordinàriament sever, però la família de Timur estava quasi tota a Makhan (i alguns a Merv). A l'arribada de Tamerlà a Xahrisabz el 1368, va donar ordres al seu fill Muhammad Jahangir ibn Timur de abandonar Makhan i anar amb la família cap a Kish
En la campanya contra els Ja'un-i Qurban i cap al Gurgan i Astarabad, Tamerlà va passar Makhan (1382). Hi va tornar a passar deu anys després en el inici de la campanya dels Cinc Anys, quan anava cap al Mazanderan. El 1393 va anar allí, amb intenció de reunir-se amb Tamerlà més a l'oest, el príncep Shah Rukh. Afectat per un problema als ulls, va fer lentament el viatge però a Makhan es va restablir. El 1401 Tuman Agha, esposa de Timur, fou cridada per aquest i va sortir de Samarcanda i va anar a Bukharà; va travessar el riu Jihun a Amuye, va arribar a Makhan, i seguidament va passar el desert de Bigen fins a Mashad (el desert havia d'estar a l'oest de Merv).